# The Waterboys

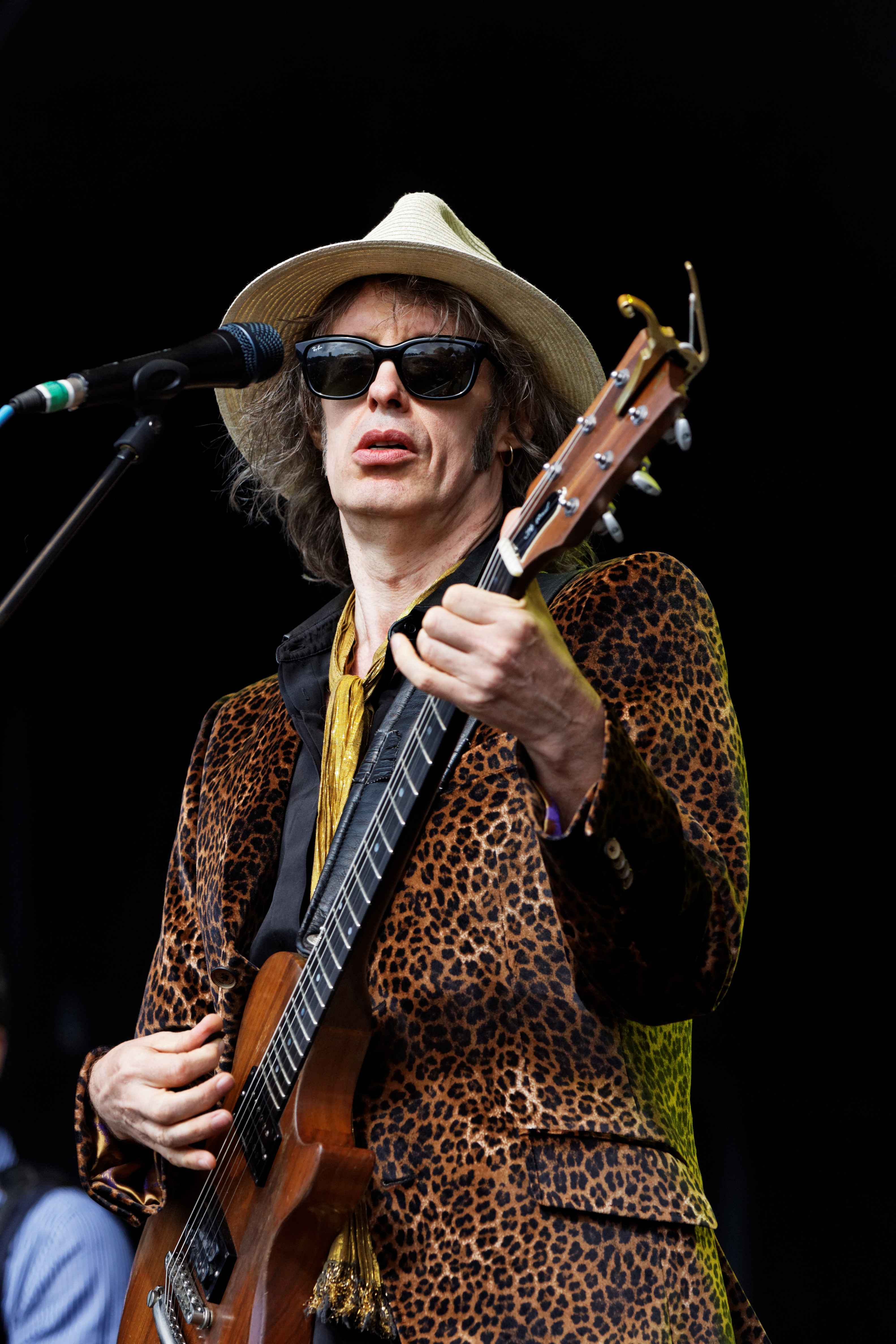
Mike Scott durante un concierto en 2012

The Waterboys es una banda formada en 1983 por Mike Scott. Su composición ha girado siempre en torno a músicos de Escocia, Inglaterra e Irlanda. Sus sedes se han alternado entre Dublín, Spiddal, Londres, Nueva York y Findhorn. Su música ha pasado desde una mezcla de folk celta hasta el rock'n'roll, siempre con un estilo muy personal otorgado por el talento de su líder Mike. 
Tras diez años de grabar y girar sin interrupción, en 1993 se disolvieron y Mike Scott inició su carrera en solitario. Se refundaron en el 2000 y continuaron girando y publicando discos. Para Mike, "No hay diferencia entre Waterboys y yo porque, para mí, significan la misma cosa".
El sonido de los primeros Waterboys fue llamado The Big Music tras un tema de su segundo álbum, A Pagan Place. Este estilo fue descrito por Mike como "una metáfora por ver la autoría de Dios en el mundo". Sus influencias se encuentran entre Simple Minds, The Alarm, In Ta Nua, Big Country, Horhouse Flowers y World Party; este último formado por exmiembros de los propios Waterboys. A finales de los 80 el sonido de la banda se hizo más folk.
Más tarde volverían al sonido rock tras su reforma. Sus canciones, principalmente escritas por Scott, a menudo tratan de referencias literarias relacionadas con la espiritualidad (Mike estudió literatura inglesa y filosofía). Tanto la carrera en solitario de Mike como las de sus otros miembros han tenido éxito comercial, así como buenas críticas musicales. También han influenciado a músicos como Colin Meloy de The Decemberists, Grant Nicholas de Feeder, Miles Hunt de The Wonder Stuff; Bono y The Edge son también fanes del grupo.

## Historia
Los Waterboys han tenido 3 distintas fases. Los primeros años, asociados al término "Big Music", fueron prolíficos y determinantes en la definición de un nuevo concepto en el rock'n'roll británico. Luego siguió un periodo de acercamiento al folk con una formación más numerosa: según el propio grupo, the Raggle Taggle Band. Tras un breve retorno a sus raíces rock del Big Sound con una gira y un disco: Dream Harder, la banda se disolvió hasta el 2000, año tras el cual giran y rememoran de vez en cuando su pasado folk y rock.

### Primera formación
Mike Scott, el fundador y único miembro permanente del grupo, realizó unas grabaciones entre 1981 y 1982 mientras militaba en una banda llamada Another Pretty Face. Estas sesiones en el Estudio Redshop son las primeras grabaciones que más tarde serían publicadas bajo el nombre de The Waterboys. 
Durante el mismo periodo Scott formó otra banda de corta duración llamada The Red and the Black, junto al saxofonista Anthony Thistlethwaite, tras oírle en el disco Waiting on Egypt de Nikki Sudden. La banda tocaría nueve conciertos en Londres. Thistlethwaite introdujo a Scott el baterista Kevin Wilkinson y se unió a la banda. Durante 1982, Scott hizo una serie de grabaciones, bien solo bien acompañado de los otros miembros. Estas grabaciones serían más tarde repartidas entre el primer y el segundo disco oficial de Waterboys.
En 1983, aunque su propio sello discográfico esperaba su primer disco en solitario, Scott decidió iniciar una nueva banda, para la cual eligió el nombre de The Waterboys a raíz de una frase de la canción de Lou Reed The Kids en el disco Berlin. En marzo de ese mismo año, Ensign, su propia discográfica, publicó el primer sencillo del grupo con su nuevo nombre: A Girl Called Johnny, supuestamente un tributo a Patti Smith. Esto sería seguido por la primera actuación como grupo en el programa Old Grey Whistle Test en la BBC. Para la misma incluyeron a un nuevo miembro, el teclista Karl Wallinger.
Publicaron su primer LP bajo su mismo nombre en julio de 1983. Su música influenciada por Patti Smith, Bob Dylan y David Bowie fue comparada por la crítica especializada con U2.

### Primeros años: The Big Music
Tras la publicación de su debut comenzaron a girar. El primer show fue en el Club Batschkapp en Fráncfort del Meno, en febrero de 1984. La banda constaba de Mike Scott a las guitarras y voz, Anthony Thistlethwaite al saxofón y mandolina, Wallinger a los teclados, Roddy Lorimer a las trompetas, Martyn Swain al bajo y Kevin Wilkinson a la batería. John Caldwell, procedente de Another Pretty Face, también tocó la guitarra y la cantante escocesa Eddi Reader hizo coros en los primeros dos conciertos de la banda.
Hicieron nuevas grabaciones y redoblaron material viejo a finales de 1983 y primavera de 1984 para publicar en junio de 1984 el segundo disco de la banda: A Pagan Place. Previo al mismo se había publicado el sencillo The Big Music, título del cual algunos críticos tomarían para denominar el estilo de su música de sus tres primeros álbumes. En la promoción de dicho disco tocarían en directo con Pretenders y U2 además de en el Festival de Glastonbury.
La banda comenzó a grabar nuevo material en la primavera de 1985 para un nuevo disco. Steve Wickham se acabó uniendo al grupo añadiendo su violín en el tema The Pan Within. Wickham había sido invitado después de que Scott le oyera en una demo de Sinéad O'Connor en casa de Karl Wallinger. Con esto publicaron su tercer disco titulado This Is the Sea en octubre de 1985. Se vendió mejor que los dos anteriores y entró en el Top 40. Uno de sus sencillos alcanzó el Top 26, era el tema The Whole of the Moon. Actuaciones exitosas por Reino Unido y EE. UU. le siguieron en las cuales Marco Sin reemplazó a Martyn al bajo y Chris Whitten a Kevin al bajo. Hacia el final del mismo, Wallinger dejó el grupo para formar su propia banda World Party y fue reemplazado por Guy Chambers. También el batería acabó reemplazado por Dave Ruffy.

### Finales de los 80. La Banda del Raggle Taggle
A la invitación del nuevo miembro Steve Wickham, Mike se mudó a Dublín y rápidamente tanto la música tradicional irlandesa, como el country y el góspel comenzaron a ejercer una influencia en él. La formación de la banda cambió una vez más con Trevor Hutchinson al bajo y Peter McKinney a la batería. La nueva banda es referida como la "Raggle Taggle band", perduró dos años entre 1986 y 1987 grabando en Dublín y girando por Reino Unido, Europa, Irlanda e Israel. Alguna de dichas grabaciones serían publicadas en 1998 en el álbum The Live Adventures of the Waterboys.
En 1988 Scott se llevó la banda a Spiddal al oeste de Irlanda donde crearon un estudio de grabación en Spiddal House para finalizar su nuevo álbum Fisherman's Blues. Publicado en octubre de 1988 y lleno de músicos invitados. El mismo dividió a los fanes por la nueva influencia del folk escocés e irlandés cuando muchos esperaban una continuación del sonido de This Is The Sea. El disco ayudó a popularizar la música irlandesa.
Con las muchas canciones grabadas y descartadas de este periodo más nuevas composiciones, publicaron un nuevo disco titulado Too Close to Heaven en 2001.
Tras la correspondiente gira volvieron a Spiddal para grabar el nuevo disco. Los Waterboys entonces era Mike Scott, Steve Wickham, Anthony Thistlethwaite, Colin Blakey al whistle, flauta y piano, Sharon Shannon al acordeón, Trevor Hutchinson al bajo y Noel Bridgeman a la batería. Su quinto álbum, Room to Roam fue publicado en septiembre de 1990. Es de ahí precisamente de donde viene su referencia al término "Raggle Taggle"", del tema tradicional del mismo disco llamado The Raggle Taggle Gypsy.
Justo poco antes de que fuera publicado Wickham, tras discrepancias con Scott y Thistlethwaite, dejó el grupo. Ellos querían retornar al rumbo rock y Wickham no estaba de acuerdo. Su marcha inició la disolución de la banda.

### Fin y retorno de Waterboys
Trevor Hutchinson dejó la banda en 1991, un año trascendental para el grupo en el que reeditaron el sencillo "The Whole of the Moon", del álbum This is the Sea. El sencillo alcanzó el tercer puesto en las listas inglesas. Scott pasó el resto del año escribiendo nuevo material y se mudó a Nueva York. Thistlethwaite abandonó la banda en diciembre dejando a Scott como único miembro del grupo. El siguiente disco se grabó con músicos de estudio y publicado en 1993 como Dream Harder, con un nuevo sonido influenciado por el rock duro. Decepcionado por no poder reunir una banda para el directo, Mike se fue de Nueva York dejando atrás el nombre de Waterboys e iniciando su carrera en solitario.
De cualquier manera, pronto resucitaría el nombre de Waterboys para su álbum A Rock in the Weary Land, publicado en 2000. El nuevo sonido rock, inspirado en nuevas bandas como Radiohead o Beck, sorprendió a muchos seguidores. El propio Scott lo denominó "Sonic Rock". Muchos excomponentes del grupo participaron en su grabación, incluyendo a Thistlethwaite y Wilkinson. 
Para el 2001 el núcleo del grupo ya lo formaban, aparte de Mike, Richard Naiff a los teclados y órganos y Wickham, de nuevo, al violín. El grupo cambió otra vez de rumbo en 2003 y publicó Universal Hall, un disco principalmente acústico que volvía a las influencias celtas de la época de Fisherman's Blues. A su publicación le siguió una gira por Reino Unido y Europa.
Su primer disco oficial en directo, Karma to Burn, se editó en 2005. El 2 de abril de 2007 se publicó Book of Lightning. 
En octubre de 2014 la banda anuncia el lanzamiento de su nuevo álbum Modern Blues, publicado el 19 de enero de 2015 en Reino Unido y el 7 de abril en Estados Unidos. El álbum fue grabado en Nashville, producido por Mike Scott y mezclado por Bob Clearmountain, contando con los siguientes músicos: Paul Brown,  David Hood, Ralph Salmins, Zach Ernst y Steve Wickham.

## Canciones

### Influencias literarias
Mike Scott, quien estudió literatura y filosofía en la Universidad de Edimburgo, ha hecho amplio uso de la literatura inglesa en su música. ""The Whole of the Moon", una de las canciones emblemáticas de la formación, es un tributo al escritor C.S.Lewis. Este mismo escritor es referenciado más veces en otras canciones de The Waterboys como "Church Not Made With Hands" y "Further Up, Further In".
The Waterboys han musicalizado poemas de escritores tales como William Butler Yeats ("The Stolen Child" y "Love and Death"), George MacDonald ("Room to Roam"), y Robert Burns ("Ever To Be Near Ye"). De hecho, un miembro de la Academia de Poetas Americanos dice que el gran "regalo" de Wateboys es acercarnos a la tradición poética de Burns o Yeats reforzándolos con la energía de la música moderna. 
Usa diversas figuras poéticas en sus canciones, tales como antropomorfismo, metáfora  y metonimia. El agua (water) es asimismo recurrente en sus temas tanto como en su logo visto en su primer disco homónimo (olas).

## Formaciones
En total casi más de 30 músicos habrán llegado a tocar de una forma y otra en directo con los Waterboys. Algunos durante un breve periodo y otros durante mucho tiempo dejando su sello en la historia musical de la banda. Scott ha sido el líder vocal de la banda, la fuerza motriz y el principal compositor, pero también hay otros miembros claramente identificados con la misma.
- Anthony Thistlethwaite fue miembro original de la banda hasta 1991 cuando la misma se disolvió, aunque participó en alguna sesión de grabación de los discos A Rock in the Weary Land. Tras Scott y Wickham es el que más temas tiene firmados. Sus solos de saxo son la característica principal de las primeras épocas de Waterboys, pero también colaboró con la guitarra, teclados y otros instrumentos. Impulsó al retorno al sonido rock tras Room to Roam pero no apareció en Dream Harder, su siguiente disco. En la actualidad forma parte del grupo The Saw Doctors, y ha publicado tres discos en solitario.

- Kevin Wilkinson otro miembro original de la formación fue su batería de 1983 y continuó colaborando en varias sesiones tras su marcha. Su aparición más reciente fue en A Rock in the Weary Land. Dirigió la sección rítmica del grupo durante la época del "Big Sound", a veces incluso sin bajista. Mike le describe como un baterista "brillante y angular, de sonido inusual".

- Karl Wallinger se unió al grupo en 1983, a poco de formarse. Lo abandonó dos años más tarde pero en ese breve tiempo hizo importantes contribuciones en sonido del grupo, en los álbumes A Pagan Place y This is the Sea. Fue coautor de Don't Bang the Drum. Sus teclados y sintetizadores expandieron el sonido del grupo y también hizo trabajo de estudio. Su posterior trabajo en World Party estuvo fuertemente influenciado por su paso por Waterboys.

- Roddy Lorimer comenzó a participar en el grupo también en 1983 con su trompeta hasta 1990. El y Thistlethwaite lideraron la sección de metal de la banda. Fue un reconocido solista, especialmente en The Whole of the Moon y Don't Bang the Drum. Más tarde colaboró en los coros también. Volvió para algún trabajo de estudio en el 2006.

- Steve Wickham transformó el grupo con su incorporación el 1985. Su fuerte interés en la música folk cambió el rumbo de la banda. Les dejó cuando Scott y Thistlethwaite quisieron retornar al rock en 1990, pero volvió a aparecer con ellos en el 2000 y continúa tocando con la banda. Mike le describe como el "más grande violinista rock del mundo". Es el que más canciones ha escrito para la banda a excepción de Mike.

- Richard Naiff grabó por primera vez con el grupo en 1999 y fue miembro desde el 2000. Hasta la fecha es miembro del núcleo de la banda junto con Scott y Wickham. Es un pianista y flautista de formación clásica y toca los teclados.

## Discografía[4]

### Álbumes
- The Waterboys. Ensign (julio de 1983)
- A Pagan Place. Ensign (junio de 1984)
- This Is The Sea. Chrysalis (septiembre de 1985) - UK #37
- Fisherman's Blues. Chrysalis (octubre de 1988) - POP #76; UK #13
- Room To Roam. Chrysalis (septiembre de 1990) - POP #180; UK #5
- The Best Of The Waterboys 81–90 (recopilación). Chrysalis (abril de 1991) - UK #2
- Dream Harder. Geffen (mayo de 1993) - POP #171; UK #5
- The Secret Life Of The Waterboys '81–85 (recopilación). Ensign (octubre de 1994)
- The Live Adventures Of The Waterboys (en vivo, Irlanda , Escocia, Holanda e Inglaterra entre enero y junio de 1986). Pilot (junio de 1998)
- The Whole Of The Moon: The Music Of Mike Scott And The Waterboys (recopilación). Ensign (octubre de 1998)
- A Rock In The Weary Land. RCA (septiembre de 2000)
- Too Close To Heaven: The Unreleased Fisherman's Blues Sessions (grabado en 1986, 1987, 1991 y 2001). RCA (septiembre de 2001)
- Universal Hall. Puck (junio de 2003)
- Karma To Burn (en vivo). Puck (septiembre de 2005)
- Book Of Lightning (abril de 2007)
- An Appointment With Mr.Yeats. (septiembre de 2011)
- Modern Blues. (enero de 2015)
- Out of All This Blue. (2017)
- Where the action is. (2019)
- Good Luck, Seeker. (2020)
- All souls hill. (2022)
- 1985 (recopilatorio en seis discos de todo lo grabado por el grupo en 1985) (2024)

### Sencillos
- The Soul Singer. (2020)